# Matt McGrath

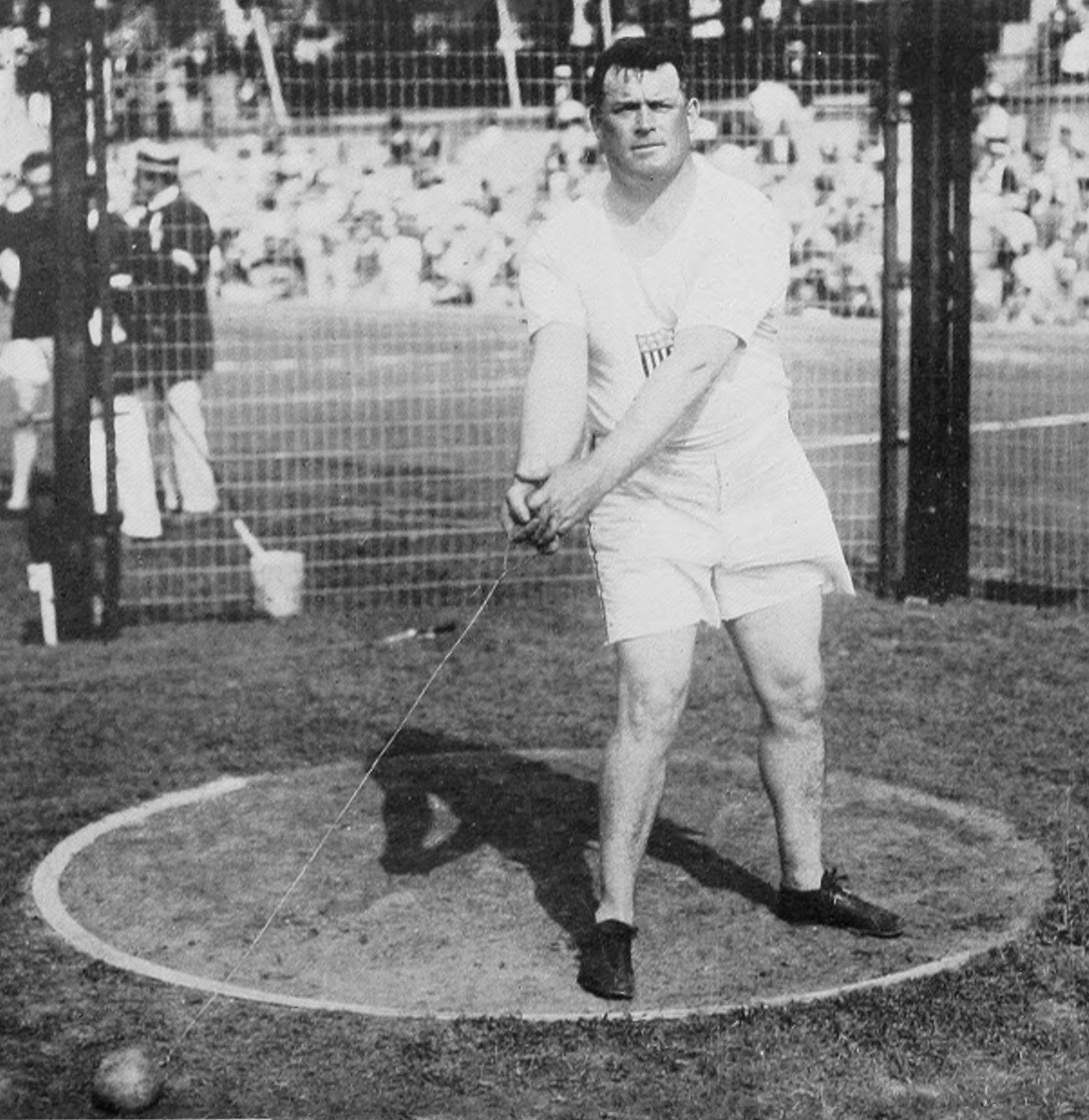
Matt McGrath na LOH 1912 ve Stockholmu

Matthew John „Matt“ McGrath (18. prosince 1877 Nenagh, Irsko – 29. ledna 1941 New York) byl americký atlet původem z Irska, trojnásobný olympijský medailista v hodu kladivem.
Narodil se v Irsku, v mládí emigroval do USA. Zde pracoval jako policista v New Yorku a současně se věnoval různým sportovním disciplínám, zejména hodům. Do světové špičky v hodu kladivem se dostal ve svých 27 letech. Poprvé startoval na olympiádě v Londýně, kde vybojoval mezi kladiváři stříbrnou medaili. O čtyři roky později ve Stockholmu v roce 1912 zvítězil v novém olympijském rekordu 54,74 m. Jeho nejslabší měřený pokus byl přitom o více než čtyři metry lepší než nejlepší výkon druhého závodníka v pořadí. Ve sportovní kariéře pokračoval i po první světové válce. Na olympiádě v Antverpách v roce 1920 skončil mezi kladiváři pátý. Třetí olympijskou medaili, tentokrát stříbrnou, získal v soutěži kladivářů v Paříži v roce 1924 ve svých 49 letech. Jeho osobní rekord v hodu kladivem byl 57,10 m.